# 小瀬谷
小瀬谷（おぜだん）は、富山県南砺市五箇山地域を流れる河川の一つで、庄川の支流である。流域は旧上平村の北部一帯に位置する。

## 概要

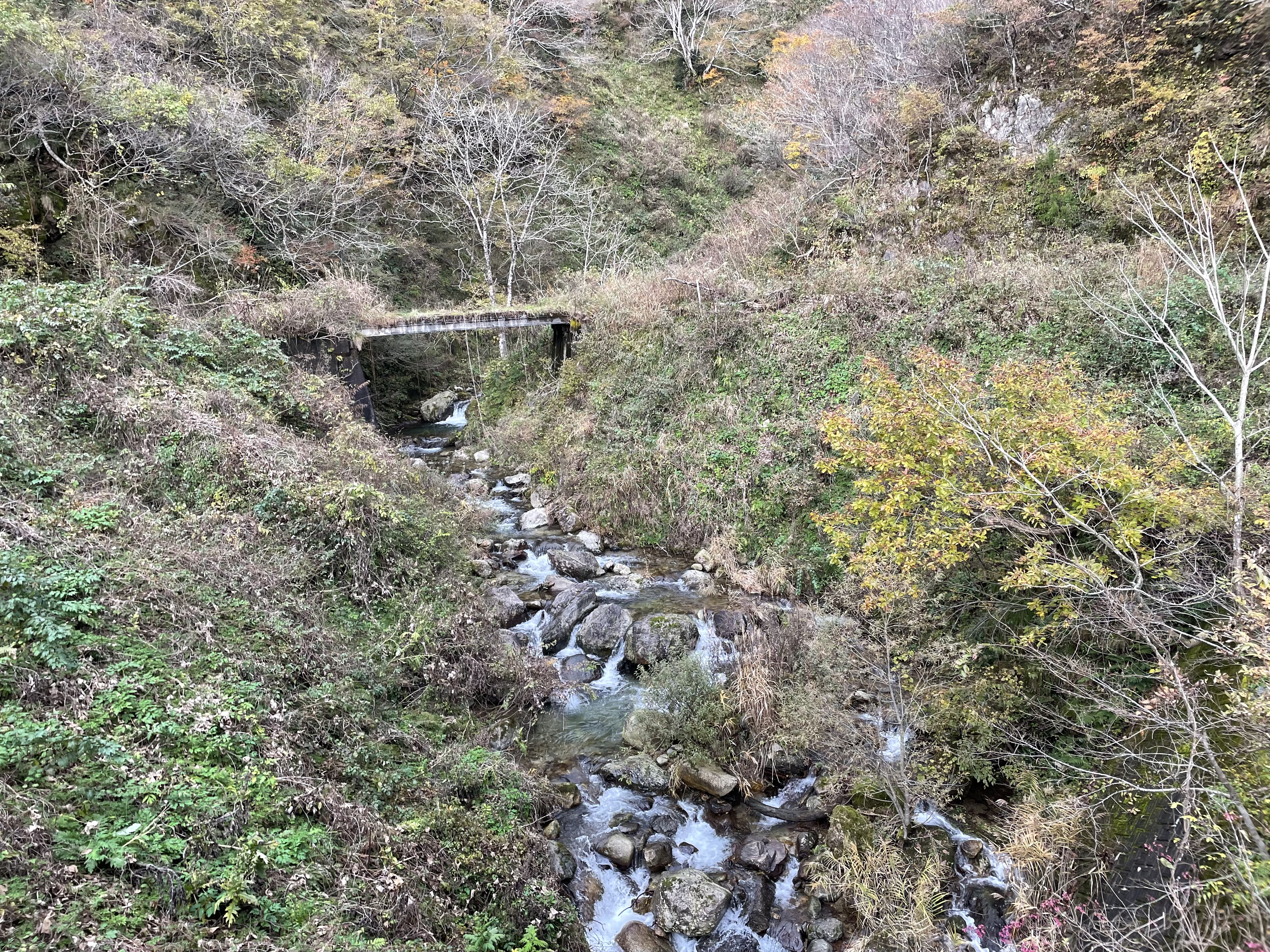
小瀬谷の支流の一つ、谷鞍谷。

小瀬谷は猿ヶ山および袴腰山を源流とする河川で、谷鞍谷などの支流をあわせて庄川に合流する。庄川への合流地点の対岸には世界遺産越中五箇山菅沼集落があり、小瀬谷の最下流に架けられた橋からは菅沼集落が眺望できる。
地元の伝承によると、小瀬谷の源流である袴腰山の中腹に池の平と呼ぶ平坦地があり、ここに大きな池があって大蛇が住んでいたという。あるとき炭焼きの人（美濃から来た木地屋とも）がこの池でカマをといだところ、鉄をいやがる大蛇が怒って大雨を降らせ 小瀬谷に大洪水を起こした。大蛇が集落まで近づいたところで、羽場家（現在住宅が市指定文化財とされている）のおばあさんが火箸を投げつけたところ、大蛇は火箸を避けて通ったため、集落は全滅を免れた。しかし、この洪水で家を失った人々が村外へ流出してしまい、かつて「大瀬」と呼ばれていた集落は、「小瀬」と呼ばれるようになったという。
昭和初期まで、赤尾谷一帯の村民が平野部に出る際は小瀬谷-谷鞍谷-二屋（旧大鋸屋村）を通る「小瀬峠」が主に用いられており、小瀬谷流域は多くの人が行きかう交通の要所とみなされていた。しかし現在では国道156号・304号や東海北陸道の整備が進み、小瀬峠が用いられることはほとんどなくなってしまった。

## 主な支流
- 谷鞍谷